# Carlos Correa (artista)
Carlos Correa (Medellín, 7 de enero de 1912 - Medellín, 23 de agosto de 1985) fue un pintor, grabador y ceramista colombiano, que en los años cuarenta promovió agudas polémicas debido a su obra, de corte socialista. Ejerció la docencia en la Escuela de Bellas Artes de Bogotá (1944), Medellín y Cali. A lo largo de su carrera participó en exposiciones nacionales e internacionales. Representó al país en la Bienal de Madrid (1951) y en la exhibición «La Plástica Colombiana del siglo XX» en La Habana (1977).

## Biografía
En 1925 ―a los 13 años de edad― ingresó al Instituto de Bellas Artes de Medellín para estudiar canto y solfeo.
Al año siguiente, a pesar de la oposición de su familia, cambió la música por las Bellas Artes.
En 1929 ―a los 17 años de edad― abandonó los estudios para empezar a trabajar en un taller de fotografía, donde aprendió a retocar negativos.
Entre los años 1930 y 1932 volvió a ingresar al Instituto de Bellas Artes de Medellín, el cual estaba regentado por el pintor Pedro Nel Gómez, quien mantuvo gran influencia en el joven artista.
En 1933 conoció en el Instituto a la pintora Débora Arango (1907). Pese a que los talleres de hombres y mujeres estaban separados, entabla con ella una productiva amistad que influirá con el tiempo en sus obras; Correa le enseñará algunas técnicas (como unir pliegos de papel para realizar acuarelas de gran formato).
Ambos fueron los dos artistas plásticos de Colombia que más se comprometieron en la lucha contra la represión de las dictaduras de Laureano Gómez, Roberto Urdaneta y Gustavo Rojas Pinilla.

La dura lucha por la vida cotidiana y su innata rebeldía lo inclinan hacia el radicalismo. Es la época anárquico-comunista de Correa (años de 1934-35). No fue nunca miembro militante del partido comunista, pero sí simpatizante de sus ideales.
Juan Fride

En 1934 abandonó la Escuela de Bellas Artes, para estudiar por su cuenta. Empezó a trabajar como profesor de pintura. Ese año comenzó a pintar cuadros de temática socialista. En 1936 hizo su primera exposición individual en Medellín, la cual resultó un fracaso económico.
En 1937 viajó a Ecuador.
El año 1938 se mudó a Bogotá, donde en agosto de 1940 hizo una exposición individual en las Galerías de Arte de la Sociedad de Ingenieros de la Avenida Jiménez, en donde cobraron la entrada. Con el dinero recogido el artista pudo pagar los gastos de la exposición, pero después, abatido por la pobreza y la soledad destruyó la mayoría de sus obras de la época socialista.
En este año también participó en el I Salón Anual de Artistas Colombianos en donde presentó tres obras diferentes: Semana Santa, Entierro en el campo y Retrato.
En 1942 participó en el Salón Nacional de Artistas de Colombia y obtuvo el primer premio. Cultivó una temática filohispanista e indigenista. Pintó varios cuadros con temas taurinos.
En 1944 trabajó en Bogotá como profesor de acuarela de la Escuela de Bellas Artes.
Hizo una exposición individual en la Biblioteca Nacional de Bogotá y participó en el V Salón de Artistas Colombianos con el Retrato de un fraile dominicano.
Trabajó con el grupo Bachué. Para inspirarse en los temas indígenas viajó a San Agustín (Huila). Allí hizo varios bocetos para murales y produjo obras como Bachué, Tetramorfos y Maternidad americana.
En 1948 participó en el Salón de los 26, exposición que fue muy significativa pues agrupó a los artistas más destacados del momento.
Desde 1949 vivió en Cali.
Expuso en las Galerías de Arte, que dirigía Álvaro Rubio Cuervo, y fue rector de la Escuela Departamental de Pintura.
En 1950 participó en el VIII Salón de Artistas Colombianos con la obra Carnaval.
En septiembre de 1951 participó en la Bienal de Madrid con las obras Hermana de la Caridad y Carnaval.
En agosto de 1952 participó en el IX Salón de Artistas Colombianos (con el óleo El Beso), y en el II Salón Nacional de Tejicondor (Medellín), en donde obtuvo el primer premio de pintura.
En 1952 realizó la serie de grabados Las trece pesadillas.
En 1957 hizo una exposición individual en El Callejón de Bogotá.
En el mes de agosto del año 1961 expuso en el Museo de Zea de Medellín.
En junio de 1963 hizo una exposición retrospectiva en la Galería Arte Moderno de Bogotá. Allí figuraron varios de sus cuadros del período agustiniano o bachué, como el titulado Nudo Andino.
En agosto de 1963 participó en la exposición El Siglo XX y la Pintura en Colombia, con el cuadro Cartuchos en Amarillo.
En octubre de 1963 participó en el XV Salón de Artistas Colombianos con el óleo El coro de San Francisco.
En octubre de 1966 participó en el XVIII Salón de Artistas Colombianos con el óleo Crucifixión nuclear.
En agosto de 1967 hizo una exposición retrospectiva 1927-1967 en la Biblioteca Nacional de Bogotá. Allí presentó 60 obras entre óleos, aguafuertes, acuarelas y cerámicas.
En septiembre de 1967 hizo una exposición individual en el Museo de Zea en Medellín.
En 1968 participó en el Concurso de Grabado organizado por la División de Artes Plásticas de Colcultura en la Biblioteca Nacional de Bogotá. Allí presentó dos aguafuertes.
En agosto de 1971 participó en el V Salón Nacional de Artistas del Museo de Arte Contemporáneo del Minuto de Dios, con Flores de Ahuyama.
En noviembre de 1971 participó en el XXII Salón de Artistas Colombianos con dos paisajes de influencias de cubismo cezanniano.
En abril de 1973 participó en la Exposición de Paisaje Colombiano que tuvo lugar en la Galería Arte Moderno de Bogotá. Allí presentó Belén, Medellín y Vertientes.
El 26 de mayo de 1977 participó en la Exposición La Plástica Colombiana del siglo XX en la Casa de las Américas (de La Habana, Cuba).
En marzo de 1978 participó en la Exposición Pintores y Grabadores de los años treinta y cuarenta en el Museo La Tertulia (de Cali).
En septiembre de 1978 publicó en la Corporación Prográfica de Cali la serie de grabados Las trece pesadillas, que habían quedado inéditos desde 1952. Estas obras fueron realizadas al aguafuerte y buril y fueron expuestas en la Casa de la Amistad con los Pueblos, Cali.
En 1981, la Cámara de Comercio de Medellín realiza la exposición Diez Maestros Antioqueños, con textos y curaduría de Jorge Cárdenas, donde se exhiben obras de Correa junto a las de
Francisco Antonio Cano,
Gabriel Montoya,
Humberto Chávez,
Marco Tobón Mejía,
Pedro Nel Gómez,
Eladio Vélez,
Ignacio Gómez Jaramillo,
Rafael Sáenz y
Débora Arango.
Vendió más de 200 cuadros a coleccionistas nacionales y extranjeros.
En el Museo Zea (de Medellín) existen tres de sus óleos.
Hay otras obras en museos de Bogotá y Cali.
Falleció el 19 de agosto de 1985 a los 73 años de edad.